# Nicholas Hooper
Nicholas Hooper es un compositor de música para cine y televisión británico que se ha destacado por musicalizar para la cadena BBC y la televisión del Reino Unido, así como también para grandes producciones del cine, como para la quinta y sexta películas de Harry Potter, siendo éstas el mayor éxito de su carrera como compositor. Hooper también ha recibido algunos premios, como un Award en 2004 y un BAFTA en 2007.
Nicholas Hooper consiguió mayor repercusión gracias a que compuso la música para Harry Potter y la Orden del Fénix, el director de dicho largometraje David Yates lo eligió personalmente, y fue muy imperativa su participación para el director. Hooper remarcaría su puesto para la siguiente película, Harry Potter y el misterio del príncipe, película dirigida también por Yates. Hooper declinó su participación para las últimas dos entregas de Harry Potter, declarando que «quería pasar más tiempo con su familia», sin embargo el compositor no se alejó del todo, ya que siguió componiendo para obras menores. Alexandre Desplat sería su sucesor para la filmografía de Harry Potter.

## Estilo
Según señaló la crítica en su momento, la música compuesta por Nicholas Hooper posee similitudes con el sonido acuñado por John Williams y, en menor medida, algún parecido con el de Patrick Doyle. Las reminiscencias estilísticas para con Williams se sienten en la tonalidad general y en orquestaciones que recurren a elementos muy utilizados por el compositor norteamericano: el glockenspiel, las maderas y las cuerdas. A su vez, piezas como "Dementors in the Underpass" incorporan coros muy similares a las que Williams utilizó en la banda sonora de  Harry Potter y el prisionero de Azkaban para marcar la irrupción de los dementores; se destaca otro parecido en la música para los dementores de ambos artistas: el violín que desciende entre el resto de la textura orquestal sugiere el sonido del grito de Lily Potter al ser asesinada, al igual que el motivo de dos notas que Williams empleó en El prisionero de Azkaban con idénticos fines. Ambos compositores adoptaron una técnica similar para estas secuencias otorgándole valor narrativo a un instrumento. Por otra parte, el uso de la flauta en "Dumbledore’s Army" de Hooper recuerda al de "A Window to the Past" del mencionado trabajo de Williams. Las principales diferencias estéticas con su par norteamericano radican primero en su uso de los temas: a diferencia de sus predecesores Hooper no crea una identidad temática tan prominente en lo melódico, sus temas apuntan más a progresiones armónicas y figuras como el ostinato rítmico. En segundo lugar hay presencia menos acentuada de los metales, ya que Hooper no suele utilizar fanfarrias al modo de su colega Williams.
Webster comenta que los parecidos con el trabajo de Doyle son más escasos: al igual que el escocés, Hooper suele crear música con menos peso temático, sobre todo cuando funciona como música incidental y opera por debajo diálogos. A su vez, este enfoque en común tiende a demandar más esfuerzo interpretativo del espectador; se le pide que reponga más información ya que no cuenta con el subrayado hermenéutico que supone la música de Williams. Goldwasser señala similitures entre ambos músicos en la pista "Darkness Takes Over": allí las trompas parecen imitar el tema de Voldemort creado por el compositor escocés y las cuerdas realizan juegos similares a los de "The Dark Mark" de Harry Potter y el cáliz de fuego.
También se señalaron las influencias de otros compositores en el sonido de algunas composiciones específicas de Harry Potter y la Orden del Fénix. "Fireworks" guardaría ciertas semejanzas con el sonido acuñado por Howard Shore en El Señor de los Anillos: la Comunidad del Anillo y con algunos trabajos del compositor estadounidense Aaron Copland. Las cuerdas y los ostinati de "The Ministry of Magic" mostrarían la influencia de Philip Glass y del musical Les Misérables de Claude-Michel Schönberg.
No obstante, predomina un estilo diferente y propio del nuevo compositor que él mismo reconoce como más simple y que carece de las florituras típicas de Williams y de la gravedad del trabajo de Doyle. El estilo de Hooper se inclina por plasmar climas ominosos y evidencia cierto toque minimalista, el cual se ve en las piezas musicales que contienen largos fragmentos con vibraciones de cuerda apenas perceptibles, las cuales no describen ninguna melodía en particular. Algunos interpretaron este hecho como una búsqueda por crear una sensación de vacío con ruido blanco; otros vieron dichas composiciones como consecuencia de una especie de «fluir de la conciencia» en su estilo que da por resultado temas de carácter atmosférico. Se ha dicho también que el uso de la cuerda en La Orden del Fénix crea una tensión musical metafórica para señalar aquello que permanece fuera del campo visual en el largometraje. Cuando se trata de escribir música para las escena de acción los ritmos de la partitura son rápidos, pulsantes y sincopados. La escritura de música bufa se rige por orquestaciones convencionales como el clarinete y ritmos de diferentes danzas.
Un aspecto distintivo de la contribución de Hooper a la saga es el agregado de sonidos sampleados, generados con MIDI. Algunos de estos sonidos interactúan con la música orquestal (“The Dark Mark”) y otros solo son sonidos ambientales magnificados a tal punto que se pierde la distinción entre la orquesta y el diseño de sonido. Para Webster, esto hecho señalaría la disolución de los límites entre la realidad y el delirio que Harry experimenta al sentir la influencia creciente de Voldemort sobre su mente. Esta fusión probablemente provenga del pasado de Hooper como compositor de música para documentales. Otro caso de interacción con sonidos diegéticos es el reporte meteorológico que se oye al principio del filme (mezclado con el piano de “Another Story”) y una canción de la banda de indie rock The Ordinary Boys que se escucha en la sala común de Gryffindor.

## Filmografía
- Land of the Tiger (1985)
- The Weaver's Wife (1991)
- Good Looks (1992)
- The Time Traveller (1993)
- Punch (1996)
- The Tichborne Claimant (1998)
- The Way We Live Now (2001) Nominado al BAFTA
- The Secret (2002)
- The Heart of Me (2003)
- The Future is Wild (2003)
- Loving You (2003)
- State of Play (2003) Nominado al BAFTA
- The Young Visiters (2003) Ganador de un BAFTA
- Messiah III: The Promise (2004)
- Blue Murder (2004)
- Nature (1996–2005)
- The Girl in the Caf (2005) Nominado al BAFTA
- The Chatterley Affair (2006)
- Prime Suspect: The Final Act  (2006) Ganador de un BAFTA
- Harry Potter and the Order of the Phoenix (2007)
- Einstein and Eddington (2008)
- Harry Potter and the Half-Blood Prince (2009) Nominado al Grammy
- Enid (2009)
- Yes, Virginia (2009)
- 10 Minute Tales (2009)
- Mo (2010)
- DCI Banks: Aftermath (2010)
- African Cats (2011)[17]
- Birdsong (2012)
- Chimpanzee (2012)